# Stephan Ladislaus Endlicher
Stephan Ladislaus Endlicher (født 24. juni 1804 i Pressburg i Kejserriget Østrig, død 28. marts 1849 i Wien) var en østrigsk botaniker.
Han begyndte at læse til teolog, men fuldførte ikke studiet, og indledte i stedet fra 1828 et arbejde i det østrigske nationalbibliotek med at reorganisere dokumentsamlinger. Samtidig studerede han naturhistorie, botanik og østasiatiske sprog: Han forfattede til og med en grundlæggende kinesisk grammatik.
Endlicher var professor i botanik ved universitetet i Wien. Hans største fortjeneste består i det af ham udarbejdede naturlige vækstsystem, fremstillet i Genera plantarum secundum ordines naturales disposita (1836-1850), og som vandt bred anerkendelse. Sammen med Franz Unger udgav han Grundzüge der Botanik (1843).
Autornavnet Endl. kan bruges for Stephan Ladislaus Endlicher sammen med et videnskabeligt artsnavn inden for botanikken. (Wikipedia-artikler der bruger autornavnet)

## Værker i udvalg
- Flora Brasiliensis
- Meletemata botanica (zusammen mit Heinrich Wilhelm Schott). 1832.
- Prodromus florae norfolkicae. 1833.
- Atakta botanica. Nova genera et species plantarum .... 1833–1835.
- Nova genera ac species plantarum quas in regno chilensi, peruviano et in terra amazonica ... (sammen med Eduard Friedrich Poeppig). 1835–1845.
- Genera plantarum Secundum Ordines Naturales Disposita. 1836–1850.
- «Bemerkungen über die Flora der Südseeinseln», i: Ann. Mus. Wien 1, s. 129-190, 1836.
- Iconographia generum plantarum. 1837–1841.
- Grundzüge einer neuen Theorie der Pflanzenzeugung. 1838.
- Enchiridion botanicum .... 1841.
- Grundzüge der Botanik. Wien 1843 (sammen med Franz Unger).
- Synopsis Coniferarum .... 1847.